# 63-тя паралель південної широти
63-тя паралель південної широти — лінія широти, що лежить на 63 градуси південніше земної екваторіальної площини. Вона проходить через Південний океан та Антарктиду.
На цій широті під час літнього сонцестояння сонце видно 20 годин 19 хвилин, а під час зимового сонцестояння — 4 години 42 хвилини. Якщо широта в південній півкулі становить 63°26′ або менше, щодня у вересні можна спостерігати як астрономічний світанок, так і астрономічні сутінки.

## Список географічних об'єктів, що перетинає 63° пд. ш
Починаючи з Гринвіцького меридіану та рухаючись на схід, 63-тя паралель південної широти проходить через:
| Координати                                                  | Континент або океан | Примітки |
| ----------------------------------------------------------- | ------------------- | --- |
| 63°0′ пд. ш. 0°0′ сх. д. / 63.000° пд. ш. 0.000° сх. д.     | Південний океан     | На південь від Атлантичного океана                                                                             |
| 63°0′ пд. ш. 20°0′ сх. д. / 63.000° пд. ш. 20.000° сх. д.   | Південний океан     | На південь від Індійського океана                                                                              |
| 63°0′ пд. ш. 147°0′ сх. д. / 63.000° пд. ш. 147.000° сх. д. | Південний океан     | На південь від Тихого океана                                                                                   |
| 63°0′ пд. ш. 67°16′ зх. д. / 63.000° пд. ш. 67.267° зх. д.  | Південний океан     | На південь від Атлантичного океана                                                                             |
| 63°0′ пд. ш. 62°36′ зх. д. / 63.000° пд. ш. 62.600° зх. д.  | Антарктида          | Проходить через острів Сміт (претендують Аргентина, Чилі та Велика Британія)                                   |
| 63°0′ пд. ш. 62°28′ зх. д. / 63.000° пд. ш. 62.467° зх. д.  | Південний океан     | На південь від Атлантичного океана                                                                             |
| 63°0′ пд. ш. 60°42′ зх. д. / 63.000° пд. ш. 60.700° зх. д.  | Антарктида          | Проходить через острів Десепшен (претендують Аргентина, Чилі та Велика Британія)                               |
| 63°0′ пд. ш. 60°33′ зх. д. / 63.000° пд. ш. 60.550° зх. д.  | Південний океан     | На південь від Атлантичного океана Проходить за 24 км на північ від мису Прайм-Хед на Антарктичному півострові |
| 63°0′ пд. ш. 56°30′ зх. д. / 63.000° пд. ш. 56.500° зх. д.  | Антарктида          | Проходить через острів Д'Юрвіль (претендують Аргентина, Чилі та Велика Британія)                               |
| 63°0′ пд. ш. 56°8′ зх. д. / 63.000° пд. ш. 56.133° зх. д.   | Південний океан     | На південь від Атлантичного океана                                                                             |